# Kapellenstraße (Bad Kissingen)
Die Kapellenstraße befindet sich in Bad Kissingen, der Großen Kreisstadt des unterfränkischen Landkreises Bad Kissingen und beherbergt mehrere Baudenkmäler des Ortes.

## Geschichte
Die Kapellenstraße beginnt am Theaterplatz, kreuzt die Hartmannstraße und die Hemmerichstraße und führt über die Münnerstädter Kreuzung an der Bad Kissinger Umgehungsstraße als Ausfallstraße nach Münnerstadt.
| Foto | Adresse             | Anmerkung                                                            |
| ---- | ------------------- | -------------------------------------------------------------------- |
|      | Kapellenstraße 3; 5 | Villa, 1840 Villa, 1895/1905                                         |
|      | Kapellenstraße 17   | Kapellenfriedhof, historischer Friedhof                              |
|      | Kapellenstraße 17   | Friedhofskreuz, 18. Jahrhundert                                      |
|      | Kapellenstraße 17   | Leichenhaus, 1895                                                    |
|      | Kapellenstraße 17   | Friedhofskreuz der Friedhofserweiterung, 1890                        |
|      | Kapellenstraße 17   | Mariensäule, 1905                                                    |
|      | Kapellenstraße 17   | Ehemaliges Küsterhaus, erste Hälfte 19. Jahrhundert                  |
|      | Kapellenstraße 19   | Marienkapelle                                                        |
|      | Nähe Kapellenstraße | Bildstock, ehemals bezeichnet „1719“                                 |
|      | Nähe Kapellenstraße | Kriegerdenkmal für die Gefallenen des Ersten Weltkrieges, 1914–1918  |
|      | Nähe Kapellenstraße | Germania, Gefallenendenkmal für die Opfer des Krieges von 1866, 1869 |
|      | Nähe Kapellenstraße | St.-Nepomuk-Statue, Mitte 18. Jahrhundert                            |

Koordinaten: 50° 12′ 10,3″ N, 10° 4′ 42,2″ O